# Coresthetopsis
Coresthetopsis – rodzaj chrząszczy z rodziny kózkowatych i podrodziny zgrzypikowych.

## Zasięg występowania
Przedstawiciele tego rodzaju występują na Nowej Kaledonii.

## Systematyka
Do Coresthetopsis należą 2 gatunki:
- Coresthetopsis arachne
- Coresthetopsis proxima